# Bouna Diop
Bouna Diop (ur. 12 czerwca 1976) – senegalski lekkoatleta, który specjalizował się w rzucie oszczepem.
W 1994 startował w pierwszych w historii mistrzostwach Afryki juniorów, zajmując 4. miejsca w konkursach rzutu oszczepem oraz pchnięcia kulą. Uczestnik mistrzostw świata w roku 1997 – z wynikiem 69,66 nie udało mu się awansować do finału, w tym samym roku zdobył złoty medal igrzysk frankofońskich. W 1998 zdobył brązowy medal mistrzostw Afryki. Mistrz Senegalu z 1996 roku. Rekord życiowy: 79,30 (6 lipca 1997, Fort-de-France), wynik ten dał mu złoty medal mistrzostw Francji. Jest to aktualny rekord Senegalu.